# Giuseppe D'Altrui
Giuseppe D'Altrui (Napoli, 7 aprile 1934 – Pescara, 26 febbraio 2024) è stato un pallanuotista e allenatore di pallanuoto italiano.

## Biografia
Suo figlio Marco divenne a sua volta un pallanuotista di alto livello.
Morì a Pescara nel 2024, all'età di 89 anni.

## Carriera
Indossò le calottine del Napoli e delle Fiamme Oro.
Con la nazionale italiana partecipò a tre edizioni dei Giochi Olimpici: ottenne due quarti posti a Melbourne 1956 e Tokyo 1964, e toccò l'apice a Roma 1960 dove, da capitano della squadra di Andrés Zólyomy, vinse la medaglia d'oro battendo a sorpresa le più titolate nazionali dell'epoca, Unione Sovietica, Ungheria e Jugoslavia, per un exploit che «nell'Olimpiade di casa [...] coincideva con la rinascita e il boom di un paese uscito dalle difficoltà del dopoguerra».
In nazionale, con cui totalizzò 75 presenze, vinse anche un bronzo al Campionato europeo di Torino 1954 e, ai Giochi del Mediterraneo, due ori a Barcellona 1955 e Napoli 1963 e un argento a Beirut 1959.
Intraprese in seguito la carriera di allenatore.

## Palmarès

### Giocatore

#### Nazionale
- Oro olimpico: 1

Roma 1960
- Giochi del Mediterraneo: 2

Barcellona 1955, Napoli 1963